# Eren Çolak
Eren Çolak (* 26. März 1996 in Yağlıdere) ist ein türkischer Fußballspieler.

## Karriere
Çolak begann mit dem Vereinsfußball in der Jugend von Yağlıdere Belediyespor, dem Sportverein seiner Heimatstadt Yağlıdere. Von hier aus wechselte er 2007 in die Nachwuchsabteilung von Giresunspor.
Gegen Ende der Saison 2014/15 wurde er erst am Training der Profimannschaft beteiligt und gab schließlich am 23. Mai 2015 in der Ligabegegnung gegen Torku Konyaspor sein Profidebüt. Im Mai 2015 hatte er von seinem Klub auch einen Profivertrag erhalten.
Für die Rückrunde der Saison 2015/16 wurde er an Körfez İskenderunspor ausgeliehen.